# كود 36 (فلم)
كود 36 فيلم مصري بطولة مصطفى شعبان ومايا نصري وإخراج أحمد سمير فرج. ويدور أحداثه حول شريف أحد رجال الحراسات الخاصة حيث يقوم بأداء واجبه في حراسة فتاة مصرية، هذه الفتاة تقع في العديد من المشاكل بسبب هذه الحراسة إلى أن ينقذها من الموت الذي يهاجمها عن طريق إحدى الجماعات الإرهابية.

## قصة الفيلم
تبدأ أحداث الفيلم بتكليف الضابط شريف (مصطفي شعبان) من رئيسه في إدارة الحراسات الخاصة بمهمة حراسة وتأمين الهدف ذو الكود36 في إدارة الحراسات وهي نورهان (مايا نصري) ثم يبدأ شريف في بحث الملف الخاص بنورهان ويبدأ في عمله بالشروع في أخبار نورهان بأنها هدف لخليه ارهابيه ترغب في تصفيتها (لأنها أحد افراد عائله شخص خدم مصر الا وهو عمها) لكن بينما يتواجد شريف مع معاونيه في فيلا نورهان فيكتشف وجود شخص يريد سرقه الفيلا لكن نكتشف انه ابن أحد العاملين السابقين بالفيلا الذي يقرر أن يسرق الفيلا لكن نورهان تصفح عنه وبعدها يبدأ فريق الحراسات بقيادة شريف في تأمين الفيلا تبدأ ملازمة شريف لنورهان في كل خطواتها لتأمينها مما يؤدي لتعلق كل منهما بالاخر خلال تعلق نورهان بشريف تتطلب منه أن يعلمها بعض فنون القتال وبالفعل يعلمها شريف وخلال أحداث تطلب نورهان من شريف أن يخرجا لتناول العشاء في أحد المطاعم وكانت نورهان في هذه الليلة تبدو في غاية التألق والانوثة والرومانسية وهو ما جعل شريف يتعلق بها أكثر الي هنا تسير الامور بسلاسه حتي يقرر شريف أن يتقدم ليخبر نورهان برغبته في الارتباط بها بينما في تلك الأثناء يحدث هجوم من خليه ارهابيه علي الفيلا المجاورة لفيلا نورهان (المشتركة معها في السور) فيحاول شريف تأمين نورهان كهدف أساسي لمهمته لكن يفاجأ باوامر عليا من قياداته بأن يتعامل مع الخلية الارهابيه فتبدأ بعض مشاهد الاكشن المنفذة باتقان شديد الي أن يتم القبض علي أفراد الخلية التي قامت بهذا الهجوم لكن فيما يبدو قد استطاع أحد افراد الخلية الفرار
يحاول رجال الأمن البحث عنه وتظهر مفاجأة الفيلم أن الهدف الحقيقي من وجود فريق الحراسات بفيلا نورهان لم يكن تأمينها هي لكن تأمين اللاجئ السياسي القاتن بالفيلا المجاورة التي تمت مهاجمتها فتظن نورهان أن كل ما حدث كان مجرد أحداث مختلقه بداية من تأمينها نهاية بادعاء شريف بأنه يحبها فيحاول شريف إقناعها بالحقيقة انه فعلا كان يحبها وانه لم يكن يعرف حقيقه ما حدث لأنها اسرار عمل لكن دون جدوي فيقرر شريف أن ينتقل الي إدارة أخرى غير الحراسات الخاصة بالصدفة يقع تحت يده الملف الخاص بفرد الخلية الهارب فيدقق في صورته ليكتشف انه عامل الدليفري الذي اتي من قبل لفيلا نورهان بالطعام وكان شريف قد لاحظ غرابة تصرفات هذا العامل فقرر الضابط شريف أن يذهب للمطعم الذي يعمل به ويستدل علي عنوانه وبالفعل دخل منزل العامل ليجد جزءًا من صحيفة تنشر خبر عن نورهان بأنها ساعدت السلطات الأمنية في إبطال عمليه سطو وهجوم علي فيلا لاجئ سياسي فيفهم شريف أن عضو الخلية الهارب قرر الانتقام من نورهان لإفسادها عمليته الإرهابيه فيسرع الي فيلا نورهان لينقذها بعدما لاحظ أن الإرهابي الهارب في طريقه لفيلا نورهان وعلي وشك إيذائها وبالفعل يجد الإرهابي في الفيلا وقد شرع في إيذاء نورهان فيبدأ شريف في مطاردته ومحاوله إقناعه بتسليم نفسه للسلطات لكن دون جدوي ليبدأ أحد أكثر مشاهد الاكشن اتقانا في السينما المصرية في العقد الأخير بين شريف والإرهابي حتي يستطيع شريف -المدرب جيدا علي أنواع القتال المختلفة بحكم طبيعه مهنته-وبمساعدة نورهان - التي سبق أن دربها شريف علي بعض أساليب القتال - يتغلب علي الإرهابي وتنتهي أحداث الفيلم بزواج شريف من نورهان بعد أن اكتشفت انه كان يحبها بالفعل ولم يكن تمثيل.

## الممثلون
- مصطفى شعبان
- مايا نصري
- سامح حسين
- أحمد سعيد عبد الغني
- منى المراغي
- يوسف فوزي
- علاء مرسي
- فايق عزب
- محسن منصور

## وصلات خارجية
- مقالات تستعمل روابط فنية بلا صلة مع ويكي بيانات

موقع الفيلم